# PSA-DV-Motor
| PSA                  | PSA                                       |
| -------------------- | ----------------------------------------- |
| PSA-Motor DV6B       |                                           |
|                      |                                           |
| DV-Motor             |                                           |
| Hersteller:          | PSA                                       |
| Produktionszeitraum: | seit 2001                                 |
| Funktionsprinzip:    | Diesel                                    |
| Bauform:             | Reihenvierzylinder                        |
| Hubraum:             | 1,4 Liter (1398 cm³) 1,6 Liter (1560 cm³) |
| Vorgängermodell:     | XUD7 XUD9 DW8 DW10                        |
| Nachfolgemodell:     | DV-R (ab 2017)                            |

Der PSA-DV-Motor ist ein aufgeladener Viertakt-Dieselmotor mit vier Zylindern in Reihe, der im Rahmen des 1998 beschlossenen Kooperationsprojekts GEMINI gemeinsam von PSA und Ford entwickelt wurde.
Ford produziert diese Motorbaureihe unter der Bezeichnung DLD-Motor, die Verkaufsbezeichnungen lauten HDi (PSA) beziehungsweise Duratorq TDCi (Ford).
Sie werden in verschiedene PKW-Modellen von Citroën, Peugeot, Ford, Fiat, Mazda, Mini, Suzuki, Toyota und Volvo eingebaut.

## Technik
Der DV-Motor ist mit einem Hubraum von 1398 cm³ (DV4) oder 1560 cm³ (DV6) und in verschiedenen Leistungsstufen zwischen 40 kW (54 PS) und 88 kW (120 PS) erhältlich.
Er ist mit Common-Rail-Einspritzung und Abgasturbolader ausgerüstet, der DV6-Motor zusätzlich mit Ladeluftkühlung und verstellbaren Leitschaufeln an der Abgasturbine. Der DV4 hat mit 73,7 mm Bohrung und 82,0 mm Hub ein Hubverhältnis von 1,11. Beim DV6 sind es 75,0 mm Bohrung, 88,6 mm Hub und entsprechend ein Hubverhältnis von 1,18.
Abhängig von Motorleistung und Produktionsdatum sind beide Hubraumvarianten mit Zweiventilzylinderköpfen und einer obenliegenden Nockenwelle oder mit vier Ventilen pro Zylinder und zwei obenliegenden Nockenwellen ausgeführt. In allen Varianten werden die Nockenwellen über Zahnriemen angetrieben.
Kurbelgehäuse (Motorblock) und Zylinderkopf bestehen aus Aluminiumguss. Die Motoren wiegen zwischen 113 kg und 123 kg (mit Öl und Kupplung, ohne Anbauteile).
|                               | DV4TD | DV4TED4                 | DV6TED4 | DV6ATED4                                                                                        | DV6BTED4                         | DV6CTED | DV6DTED                                                   | DV6UTED4                                               | DV6 FC                          |
| ----------------------------- | --- | ----------------------- | --- | ----------------------------------------------------------------------------------------------- | -------------------------------- | --- | --------------------------------------------------------- | ------------------------------------------------------ | ------------------------------- |
| Hubraum in cm³                | 1398 | 1398                    | 1560 | 1560                                                                                            | 1560                             | 1560 | 1560                                                      | 1560                                                   | 1560                            |
| Anzahl Ventile / Nockenwellen | 8 / 1 | 16 / 2                  | 16 / 2 | 16 / 2                                                                                          | 16 / 2                           | 8 / 1 | 8 / 1                                                     | 16 / 2                                                 | 8 / 1                           |
| Leistung in kW (PS)           | 40 (54) bei 4000/min 50 (68) | 66 (90) bei 4000/min    | 80 (109) bei 4000/min | 66 (90)                                                                                         | 55 (75)                          | 82 (112) / 85 (115) | 68 (92)                                                   | 66 (90)                                                | 88 (120) bei 3500/min           |
| Drehmoment in Nm              | 130 (40 kW) bei 1750/min 160 (50 kW) | 200 bei 1750/min        | 240 bei 1750/min | 215                                                                                             | 170                              | 270 | 230                                                       | 180                                                    | 300                             |
| Fahrzeuge                     | Citroën C1 Citroën C2 Citroën C3 Citroën Xsara Citroën Nemo Peugeot 107 Peugeot 1007 Peugeot 206 Peugeot 207 Peugeot 307 Peugeot Bipper Toyota Aygo | Citroën C3 Suzuki Liana | Citroën C3 Citroën C4 Citroën C5 Peugeot 1007 Peugeot 206 Peugeot 207 Peugeot 307 Peugeot 308 Peugeot 407 Ford Focus Ford C-Max Mazda3 Volvo C30 Volvo S40 Volvo V50 Volvo S80 Volvo V70 Mini | Citroën C3 Citroën C4 Citroën Berlingo Peugeot 207 Peugeot 307 Peugeot 308 Peugeot Partner Mini | Citroën Berlingo Peugeot Partner | Citroën C3 Citroën C4 Citroën C4 Aircross Citroën DS3 Ford Mondeo Mitsubishi ASX Peugeot 207 Peugeot 308 Peugeot 4008 Volvo V40 Volvo V70 | Citroën C3 Citroën C4 Citroën DS3 Peugeot 207 Peugeot 308 | Citroën Jumpy Peugeot Expert Fiat Scudo Ford Focus Mk2 | Citroën Berlingo Peugeot 308 II |

## Produktion
Bislang (Stand 2010) wurden mehr als 16,5 Millionen Einheiten der GEMINI-Baureihe produziert, die Endmontage der DV-Motoren erfolgt in den Werken Française de Mécanique in Douvrin (DV4) und Usine PSA in Trémery (DV6).